# Ales (Sardenya)
Ales (en sard, Abas) és un municipi italià, dins de la província d'Oristany. L'any 2007 tenia 1.571 habitants. Es troba a la regió de Marmilla. Limita amb els municipis d'Albagiara, Curcuris, Gonnosnò, Marrubiu, Morgongiori, Palmas Arborea, Pau, Santa Giusta, Usellus i Villa Verde.

## Administració
| Període | Identitat       | Partit        |
| ------- | --------------- | ------------- |
| 2005-   | Simonetta Zedda | Llista Cívica |

## Personatges il·lustres
- Antonio Gramsci
- Fernando Atzori, boxador, medalla als Jocs Olímpics d'Estiu de 1964